# 皱柄冬青
皱柄冬青（学名：Ilex kengii）是冬青科冬青属的植物，是中国的特有植物。分布在中国大陆的贵州、广西、广东、福建、浙江等地，生长于海拔500米至1,450米的地区，多生长在山坡疏林、杂木林和混交林中，目前已由人工引种栽培。

## 别名
盘柱冬青（福建植物志）

## 异名
- Ilex kengii S. Y. Hu f. tiantangshanensis C. J. Tseng et H. H. Liu